# Bustamante (Tamaulipas)
Bustamante è una municipalità dello stato di Tamaulipas, nel Messico settentrionale, capoluogo della omonima municipalità.
Conta 7.636 abitanti (2010) e ha una estensione di 1.426,77 km².
Il paese deve il suo nome al generale Anastasio Bustamante, per ben tre volte presidente del Messico.